# جليب فيتيسوڤ
جليب فيتيسوڤ اقتصادى من روسيا ،وهو مستثمر و منتج أفلام سينمائي  و له إنتاجات سينمائية عديدة. صنف جليب في قائمة مجلة "فوربس" منذ عام 2005.
وُلد جليب فيتيسوف في 5 يونيو، عام 1966 في مدينة إيليكتروستال، مقاطعة موسكو، الاتحاد السوفيتي.

## إنتاج الأفلام
في عام 2017 ضمن برنامج المنافسة بمهرجان كان السنمائي الدولي السبعين تم عرض فيلم "بلا حب"  للمخرج أندري زفياجينتسيف ومنتج الأفلام جليب فيتيسوف ، و قد حصل على جائزة لجنة التحكيم في مهرجان كان السينمائي  ، وجائزة سيزار  ، و الجائزة الكبرى في مهرجان لندن السينمائي BFI.
فاز فيلم "Sobibor" (من المخرج قسطنطين خابنسكي)  في جائزة الأوسكار في فئة أفضل فيلم بلغة أجنبية  في عام 2018، وفي عام 2019 عُرض فيلم "Sobibor" أيضًا في مقر الأمم المتحدة في نيويورك.
جليب فيتيسوف هو عضو في نقابة المنتجين الأمريكية. أسس شركة Fetisoff Illusion (أوروبا)  – وهي شركة إنتاج أفلام أوروبية مقرها في قبرص.

## الأعمال الخيرية
في نهاية عام 2019، أنشأت مؤسسة فيتيسوف الخيرية (مقرها جنيف، سويسرا) أكبر جوائز الصحافة في العالم – جوائز فيتيسوف للصحافة  لتكريم ومكافأة الصحفيين المتميزين في جميع أنحاء العالم على عملهم ومساهمتهم في تعزيز حقوق الإنسان حول العالم وتأثيرهم الإيجابي على المجتمع.

## الحياة الشخصية
متزوج ولديه ثلاث أبناء ولدين وبنت. مهتم بلعب الشطرنج، والجولف، و رياضة البولو، ورياضة الإبحار.